# Straight from the Lab
| Críticas profissionais | Críticas profissionais |
| Avaliações da crítica  | Avaliações da crítica  |
| Fonte                  | Avaliação              |
| ---------------------- | ---------------------- |
| Allmusic               | link                   |
| Sputnikmusic           | [ 2 ]                  |

Straight from the Lab é uma mixtape lançado pelo rapper americano Eminem. Embora sejam gravações não autorizadas (sendo distribuídas principalmente através da Internet) a coleção foi lançada comercialmente na Europa, através da Universal Music, com a adição de várias faixas bônus independentes.

## Faixas
| N.º | Título                                | Duração |  |
| 1.  | "Monkey See, Monkey Do"               | 3:40    |  |
| 2.  | "We As Americans"                     | 5:00    |  |
| 3.  | "Love You More"                       | 4:44    |  |
| 4.  | "Can-I-Bitch"                         | 5:08    |  |
| 5.  | "Bully"                               | 4:48    |  |
| 6.  | "Come on In" (feat. D12)              | 4:47    |  |
| 7.  | "Doe Rae Me" (feat. D12 & Obie Trice) | 5:16    |  |

| Faixas bônus na Europa |                                   |         |  |
| N.º                    | Título                            | Duração |  |
| 8.                     | "The Kids"                        | 5:03    |  |
| 9.                     | "Stimulate"                       | 5:03    |  |
| 10.                    | "Explosion"                       | 3:08    |  |
| 11.                    | "The Conspiracy"                  | 2:49    |  |
| 12.                    | "Bump Heads"                      | 4:37    |  |
| 13.                    | "Lose Yourself"                   | 4:41    |  |
| 14.                    | "Cleanin' Out My Closet"          | 3:53    |  |
| 15.                    | "(God Is) Cleanin' Out My Closet" | 5:42    |  |
| 16.                    | "Real 911"                        | 4:36    |  |